# Cordura

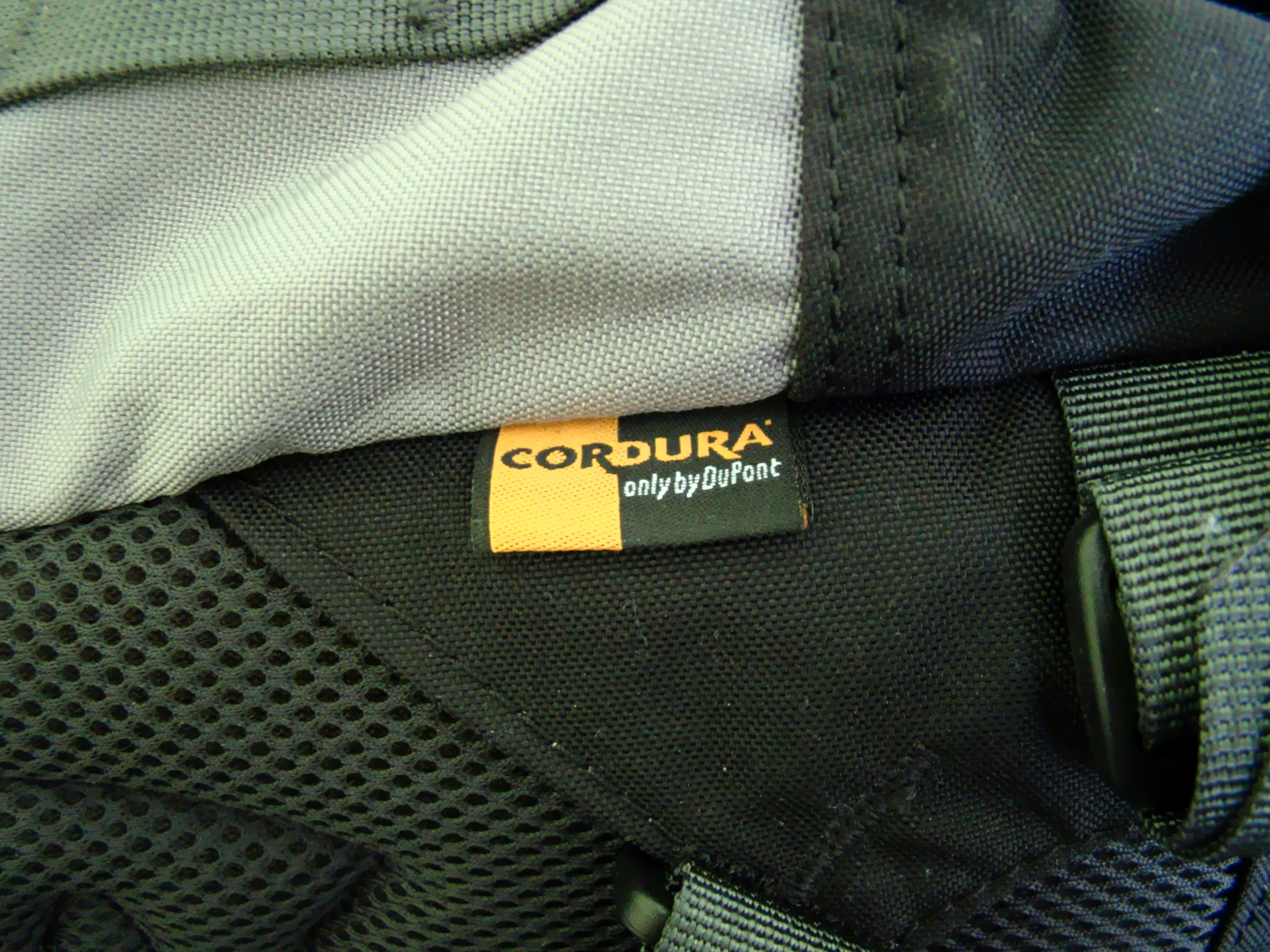
Cordura - etiket

Cordura is een merknaam voor diverse soorten textiel, vroeger geproduceerd door DuPont en nu door INVISTA. De stoffen worden uit een nylon 6,6-vezels gemaakt en het algemene kenmerk is dat de stof tegen zware belastingen bestand is.
De stof wordt gebruikt voor koffers, rugzakken, schoenen en militaire kleding. Het materiaal is bestand tegen abrasieve invloeden (slijtage door schuren), scheuren en bestendig tegen ruwe behandeling.
Het wordt onder andere gebruikt voor de productie van all-weather motorkleding, meestal Cordura 500 D.